# Station Helensburgh Upper
Helensburgh Upper is een spoorwegstation van National Rail in Argyll and Bute in Schotland. Het station is eigendom van Network Rail en wordt beheerd door ScotRail. 